# Salmea hirsuta
Salmea hirsuta là một loài thực vật có hoa trong họ Cúc. Loài này được (Sw.) DC. miêu tả khoa học đầu tiên năm 1813.